# Jeff Taffe
Jeffrey Charles „Jeff“ Taffe (* 19. Februar 1981 in Hastings, Minnesota) ist ein ehemaliger US-amerikanischer Eishockeyspieler, der im Verlauf seiner aktiven Karriere zwischen 1999 und 2019 unter anderem 175 Spiele für die Phoenix Coyotes, New York Rangers, Pittsburgh Penguins, Florida Panthers, Chicago Blackhawks und Minnesota Wild in der National Hockey League (NHL) auf der Position des Centers bestritten hat. Darüber hinaus absolvierte Taffe fast 500 weitere Partien in der American Hockey League (AHL).

## Karriere
Taffe spielte zunächst von 1996 bis 1999 Eishockey bei den Hastings Huskies, der High-School-Mannschaft der Hastings High School, im High-School-Ligensystem der Vereinigten Staaten. Nach Abschluss seiner High-School-Karriere gewann Taffe im Kalenderjahr 1999 die jährlich vergebene Auszeichnung als Minnesota Mr. Hockey, die den besten High-School-Spieler des US-Bundesstaates Minnesota würdigt. Anschließend war er während seiner Collegezeit für das Team der University of Minnesota in der Western Collegiate Hockey Association (WCHA) aktiv, einer Liga im Spielbetrieb der National Collegiate Athletic Association (NCAA), bevor der Stürmer beim NHL Entry Draft 2000 als 30. Spieler in der ersten Runde von den St. Louis Blues aus der National Hockey League (NHL) ausgewählt wurde. 

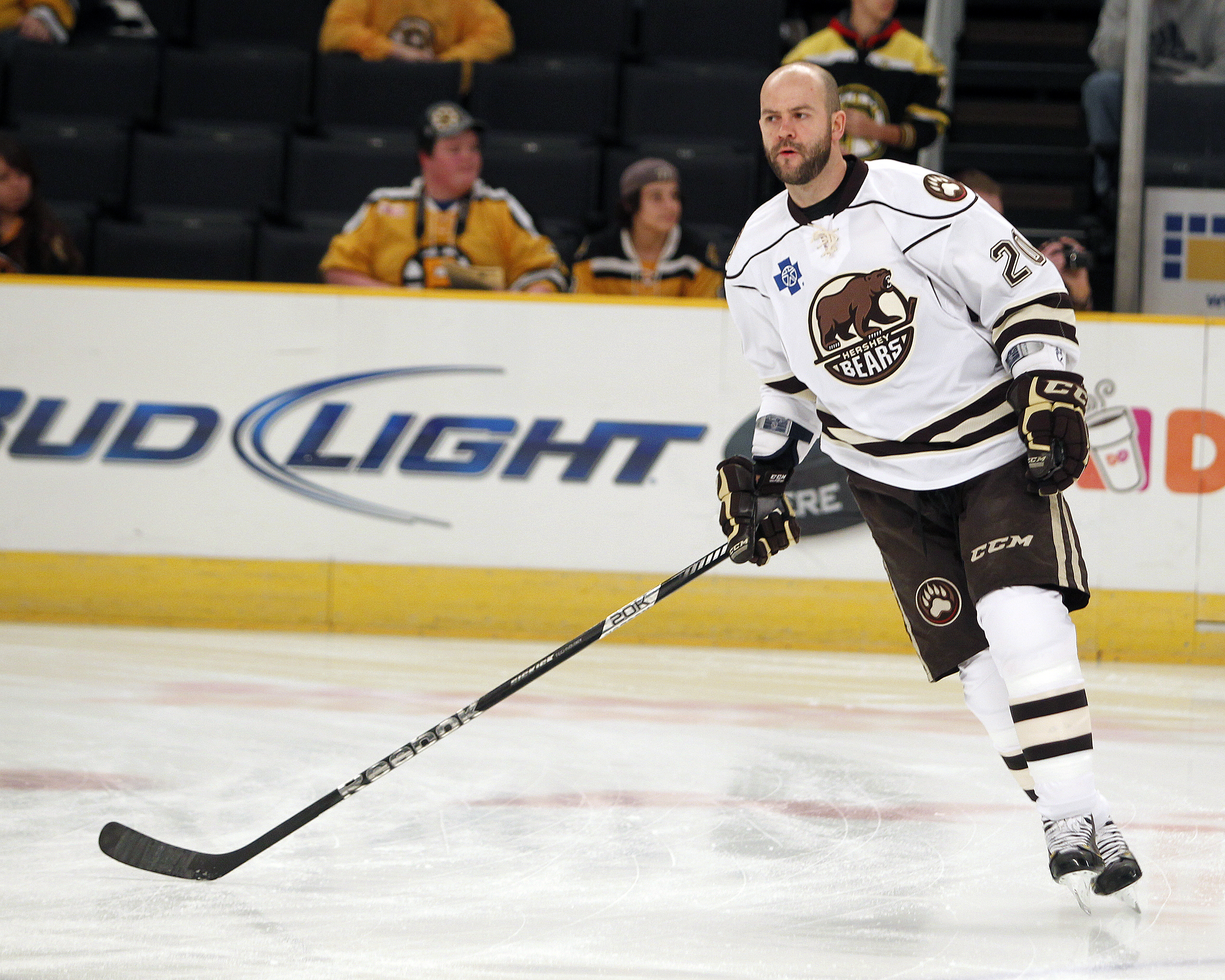
Taffe im Trikot der Hershey Bears (2013)

Allerdings stand der Linksschütze niemals für die Blues in der NHL auf dem Eis, sondern wurde nach Ende seines Studiums in einem Tauschgeschäft zusammen mit Ladislav Nagy, Michal Handzuš und einem Erstrunden-Wahlrecht im NHL Entry Draft 2002 im Tausch für Keith Tkachuk zu den Phoenix Coyotes transferiert. In Arizona schaffte er es jedoch nicht, sich dauerhaft als Stammspieler zu etablieren. Während der Saison 2005/06 wechselte Taffe für Jamie Lundmark zu den New York Rangers. Doch auch dort wurde er bis auf zwei Einsätze beim Hartford Wolf Pack, dem Farmteam der Rangers in der American Hockey League, eingesetzt, sodass er schon bald im Austausch für Martin Sonnenberg zu den Phoenix Coyotes zurückkehrte. 
Im Sommer 2007 unterschrieb der Angreifer als Free Agent einen Zweijahresvertrag bei den Pittsburgh Penguins, die ihn zunächst zu den Wilkes-Barre/Scranton Penguins in die AHL schickten, dann aber in ihren NHL-Kader beriefen. Es folgten zwei weitere Spielzeiten in den Organisationen der Florida Panthers und Chicago Blackhawks. Im Juli 2011 erhielt Taffe einen Zweiwegevertrag für ein Jahr bei den Minnesota Wild und kam in der folgenden Spielzeit meist bei den Houston Aeros in der AHL zum Einsatz. Ein Jahr später wurde er von den Hershey Bears verpflichtet. In der Saison 2012/13 war er mit 71 Punkten aus 73 Spielen Topscorer der Bears und wurde in das AHL Second All-Star Team gewählt.
Nach zehn Jahren als Profi in Nordamerika unterschrieb Taffe im Mai 2013 seinen ersten Vertrag in Europa – beim Linköping HC aus der Svenska Hockeyligan. Nur zwei Wochen später bat er aus persönlichen Gründen um die Aussetzung des Vertrages und blieb in den Vereinigten Staaten. Die Saison 2013/14 verbrachte er erneut bei den Hershey Bears, ehe er zur folgenden Spielzeit seinen Vertrag beim Linköping HC antrat. In der Saison 2014/15 erreichte er 59 Scorerpunkte in 54 Spielen und war damit zweitbester Scorer – hinter Derek Ryan mit 60 Punkten – der gesamten schwedischen Liga. Diese Leistungen führten zur Verpflichtung Taffes durch Neftechimik Nischnekamsk aus der Kontinentalen Hockey-Liga (KHL) im April 2015. In der Saison 2016/17 spielte er für den HC Slovan Bratislava in der KHL und erzielte in 58 Saisonspielen 48 Scorerpunkte. Damit war er teamintern Topscorer vor Jonathan Cheechoo. Anschließend wechselte er in die Schweiz zum HC Ambrì-Piotta. Im Sommer 2018 kehrte der US-Amerikaner zu Slovan Bratislava zurück und spielte dort bis zum Ende der Saison 2018/19, ehe er seine aktive Karriere im Alter von 38 Jahren beendete.

### International
Mit den US-amerikanischen Juniorennationalmannschaften nahm Jeff Taffe an der U18-Junioren-Weltmeisterschaft 1999 sowie an den U20-Junioren-Weltmeisterschaften der Jahre 2000 und 2001 teil. In insgesamt 20 Junioren-Endrundenspielen erzielte der Mittelstürmer zehn Tore und acht Assists. Eine Medaille konnte er lediglich bei der World U-17 Hockey Challenge 1998 gewinnen, als er mit dem Team Silber gewann und ins All-Star-Team des Turniers berufen wurde.

## Erfolge und Auszeichnungen
| - 1999 Minnesota Mr. Hockey - 2002 NCAA-Division-I-Championship mit der University of Minnesota - 2003 Teilnahme am AHL All-Star Classic | - 2009 Teilnahme am AHL All-Star Classic - 2013 Teilnahme am AHL All-Star Classic - 2013 AHL Second All-Star Team |

### International
- 1998 Silbermedaille bei der World U-17 Hockey Challenge
- 1998 All-Star-Team der World U-17 Hockey Challenge

## Karrierestatistik

### International
Vertrat die USA bei:
- World U-17 Hockey Challenge 1998
- U18-Junioren-Weltmeisterschaft 1999
- U20-Junioren-Weltmeisterschaft 2000
- U20-Junioren-Weltmeisterschaft 2001

(Legende zur Spielerstatistik: Sp oder GP = absolvierte Spiele; T oder G = erzielte Tore; V oder A = erzielte Assists; Pkt oder Pts = erzielte Scorerpunkte; SM oder PIM = erhaltene Strafminuten; +/− = Plus/Minus-Bilanz; PP = erzielte Überzahltore; SH = erzielte Unterzahltore; GW = erzielte Siegtore; 1 Play-downs/Relegation; Kursiv: Statistik nicht vollständig)